# Улака (Блоке)
Улака (словен. Ulaka) — поселення в общині Блоке, Регіон Нотрансько-крашка, Словенія. Висота над рівнем моря: 741,2 м.